# Félix Lambrecht
Félix Edmond Hyacinthe Lambrecht (Douai, 4 aprile 1819 – Versailles, 8 ottobre 1871) è stato un politico e imprenditore francese.

## Biografia
Ingegnere edile, combatté nella Guardia nazionale l'insurrezione degli operai parigini del giugno 1848. Imprenditore, dal 1857 fu sindaco di Lallaing, dove aveva delle proprietà. Non fu eletto nelle elezioni al Corpo legislativo del 1857, ma riuscì in quelle del 1863, fallendo in quelle del 1869.
Membro del consiglio di amministrazione delle miniere di Anzin e amico personale di Thiers, fu eletto all'Assemblea Nazionale nelle elezioni dell'8 febbraio 1871 e ottenne il ministero dell'Agricoltura e del Commercio che lasciò l'11 giugno per il ministero degli Interni. Morì improvvisamente d'ictus l'8 ottobre.